# Andreas Christian Kierulff
Andreas Christian Kierulff (født 12. marts 1782, 22. august 1846) var en dansk jurist og overpræsident og politidirektør for Københavns Politi.
Andreas Christian Kierulff var en søn af viceadmiral Ole Andreas Kierullf, og blev født i København. Han var oprindelig bestemt til at blive søofficer, men denne plan opgaves senere, og 1799 blev han privat dimitteret til Københavns Universitet. Allerede året forinden han i 1802 tog juridisk embedseksamen, var han bleven kopist hos sin fader, der dengang var Holmens overekvipagemester; 1806 blev han konstitueret og 1807 virkelig auditør, 1809 karakteriseret overauditør, 1813 assessor i Københavns Politiret, 1814 tillige medhjælper ved Politidirektørembedet, 1816 assessor i Højesteret; 1817 blev han 1. medlem af den i anledning af Tugthusets brand nedsatte standret og af den derefter nedsatte kommission, var 1820-34 politidirektør i København og justitiarius i Politiretten sammesteds, fra 1834 til sin død overpræsident i København, 1828-45 tillige chef for Københavns Politi og Kystpolitiet; blev end videre 1824 fungerende deputeret i det Danske Kancelli og chef for dettes 3. departement, havde 1825-31 fast ansættelse som kancellideputeret og chef for 2. departement, var 1831-34 medlem af Karantænedirektionen, 1831-45 administrerende direktør for Tugt-, Rasp- og Forbedringshuset samt 1834-46 1. medlem af den administrerende direktion for Københavns Fattigvæsen. 1815 blev han justitsråd, 1831 kommandør af Dannebrog, 1836 Storkors af samme orden og 1845 gehejmekonferensråd.
Med sin ualmindelige arbejdsevne forbandt han stor energi og en selvstændig karakter. Denne sidste egenskab bidrog ganske naturlig sit til, at han så hurtig opgav sin stilling i det Danske Kancelli, da han ikke kunne finde sig i Poul Christian von Stemanns egenrådighed. I modsætning til sin forgænger i embedet som politidirektør, Otto Himmelstrup Hvidberg, optrådte han med fasthed og sikkerhed overfor uromagerne bag Jødefejden 1819-1820. Skønt hørende til "den gamle Skole" var han dog en af de første højere embedsmænd, der over for Frederik VI, med hvem han som chef for politiet kom i hyppig forbindelse, anbefalede indførelsen af rådgivende stænder i Danmark.
1. februar 1809 ægtede han Magdalene Marie Estrup (født 2. marts 1782 død 9. oktober 1838), en datter af etatsråd, rådmand, by- og rådstueskriver i Helsingør
Laurits Christian Estrup og Anne Margrethe født Gjerfnøe. 17. juli 1841 giftede han sig med Caroline Emilie Henriette Larsen (født 5. juli 1807 død 11. juli 1891), en datter af skibsbygmester og værftsejer Lars Larsen. (født 1758 død 1844) og Jacobine født Ursin (født 1772 død 1819).